# Belkaïd Belahouel
Belkaïd Belahouel (en arabe : بلقايد بلحول) est un footballeur international algérien né le 6 novembre 1949 à Oran. Il évoluait au poste de défenseur central. Il est decédé a Oran le 27 janvier 2022 apres quelques années a affronter la maladie

## Biographie

### En club
Il évoluait en première division algérienne avec son club formateur, l'ASM Oran ou il a passé une bonne partie   de sa carrière footballistique. il passera ensuite chez le rival et voisin du MCO de 1975 a 1977 sans grand succes 

### En équipe nationale
Il reçoit deux sélections en équipe d'Algérie en 1971. Son premier match a eu lieu le 24 novembre 1971 contre la Libye (nul 0-0). Son dernier match a eu lieu le 8 décembre 1971 contre le Malte (nul 1-1).

## Palmarès
ASM Oran : neant 
MCOran : coupe d'Algérie 1975 sans participer mais en étant couché dans l'effectif 